# Daorson
Daorson (grego antigo: Δαορσών) foi a capital da tribo ilíria dos Daorsi (grego antigo Δαόριζοι, Δαούρσιοι; latim Daorsei). Os Daorsi moravam no vale do Rio Neretva entre 300 a.C e 50 a.C. Eles tiveram contato precocemente  com comerciantes gregos incorporando muitas facies da civilização grega, e a cidade adquiriu um determinado nível de helenização. As ruínas de Daorson podem ser vistas em Ošanjići, próximo de Stolac, na Bósnia e Herzegovina.

## História
Daorson foi erguida em volta de um forte central ou acrópole, rodeada por paredes ciclópicas feitas de grandes blocos de pedra